# Ursula Prutsch
Ursula Prutsch (* 3. Mai 1965 in Graz) ist eine österreichische Historikerin. Sie ist Professorin für Geschichte der USA und Lateinamerikas am Amerika-Institut der Ludwig-Maximilians-Universität München.

## Leben
Die Forschungsschwerpunkte von Ursula Prutsch sind die Geschichte der Vereinigten Staaten und Lateinamerikas vom 19. bis zum 21. Jahrhundert, insbesondere inter-amerikanische Beziehungen, die Geschichte Brasiliens und Argentiniens, die Auswanderungen aus Österreich-Ungarn nach Lateinamerika, das deutschsprachige Exil in Lateinamerika und die Geschichte Spaniens und Portugals im 20. Jahrhundert. Sie war von 2009 bis 2017 Vorstandsmitglied des Österreichischen Lateinamerika-Instituts und ist Mitglied der Bayerischen Amerika-Akademie.
Ursula Prutsch wuchs in Pöllau bei Hartberg auf, besuchte dort die Volks- und Hauptschule und danach das Bundesoberstufenrealgymnasium in Hartberg, wo sie 1983 maturierte. Sie studierte Geschichte und Spanisch an der Universität Graz und belegte danach Portugiesisch-Kurse am Österreichischen Lateinamerika-Institut. Ihre Dissertation Die Auswanderung von Österreichern nach Brasilien in der Zwischenkriegszeit wurde 1993 approbiert und 1996 unter dem Titel Das Geschäft mit der Hoffnung gedruckt. Sie habilitierte sich 2006 an der Universität Wien über Creating Good Neighbours? Die USA und Lateinamerika im Zweiten Weltkrieg. Nelson A. Rockefellers Office of Inter-American Affairs (1940–1946). Für ihre Habilitationsschrift erhielt sie von 2001 bis 2004 eine Hertha-Firnberg-Stelle des Fonds zur Förderung der wissenschaftlichen Forschung an der Universität Wien und 2006 den Preis der Maria-Schaumayer-Stiftung.
2014 war sie als Ko-Autorin am ZDF-Dokumentarfilm Fordlandia – unterwegs wohin von Peter Stamm beteiligt.
Ursula Prutsch lebt in München und Pöllau (Steiermark).

## Publikationen

### Monographien
* Leopoldine von Habsburg. Kaiserin von Brasilien. Naturforscherin. Ikone der Unabhängigkeit. Molden/Styria, Wien 2022, ISBN 978-3-222-15079-1.
* Wer war Fritz Mandl: Waffen, Nazis und Geheimdienste. Die Biografie, Molden/Styria, Wien 2022, ISBN 978-3-222-15071-5
- Populismus in den USA und Lateinamerika. VSA Verlag, Hamburg 2019, ISBN 978-3-96488-001-7.
- Eva Perón. Leben und Sterben einer Legende. Eine Biographie. C.H. Beck, München 2015, ISBN 978-3-406-68276-6.[2]
- Brasilien: eine Kulturgeschichte. Transcript, Bielefeld 2013 (mit E. Rodrigues-Moura) (2. Auflage 2014; wurde auch von der deutschen Bundeszentrale für Politische Bildung als Buch übernommen). ISBN 978-3-8376-2391-8.[3]
- Iberische Diktaturen. Portugal unter Salazar, Spanien unter Franco. StudienVerlag, Innsbruck 2012, ISBN 978-3-7065-5112-0.
- Creating Good Neighbors? Die Kultur- und Wirtschaftspolitik der USA in Lateinamerika im Zweiten Weltkrieg. Franz Steiner Verlag. Stuttgart 2008,
- Die Welten des Paul Frischauer. Böhlau Verlag, Wien, Köln, Weimar 1997 (mit K. Zeyringer)
- Das Geschäft mit der Hoffnung. Österreichische Auswanderung nach Brasilien 1918-1938. Böhlau Verlag, Wien, Köln, Weimar 1996

### Herausgeberschaft
- The Comeback of Populism. Transatlantic Perspectives (Publications of the Bavarian American Academy, Vol. 21). Universitätsverlag Winter, Heidelberg 2019 (mit H. Paul u. J. Gebhardt)
- Del Imperio Habsburgo a las Américas. (Estudios AHILA de Historia Latinoamericana 14.) Iberoamericana Vervuert, Madrid 2017 (mit Mónika Szente-Varga u. Fábio Bertonha)
- Brasilien 2014. Aufbruch und Aufruhr. LIT Verlag, Wien 2014 (mit G. Drekonja)
- Images/Imagenes. Film und Bilder aus Lateinamerika. LIT Verlag, Wien, 2007 (mit D. Ingruber)
- Imaging Vienna. Turia & Kant, Wien, 2006 (mit M. Sommer und M. Gräser)
- Leopold von Andrian. Böhlau Verlag, Wien, Köln, Weimar, 2003 (mit K. Zeyringer)
- Habsburg postkolonial. StudienVerlag, Innsbruck, 2003 (mit J. Feichtinger, M. Csáky)

Wissenschaftliche Artikel (Auswahl)
- Awakening the Sleeping Beauty”: Brazil’s vision of a modern agriculture and the Role of the Office of Inter-American Affairs   under Nelson Rockefeller. In: The Great Agro-Acceleration in the making, ed. Claiton Marcio da Silva, Jô Klanovicz, Daniel Dutra Coelho Braga. Dossiê Diálogos Latinoamericanos 30 (2021). Número Monográfico.
- “Between Nostalgia and Nationalism. Emigrants from the Habsburg Empire in South America”. In: DVE DOMOVINI – TWO  HOMELANDS, 55, 2022, S. 37–54.  doi:10.3986/dd.2202.1.03
- Rückzug, Rampenlicht und Integration. Leopold von Andrian, Paul Frischauer und Otto Maria Carpeaux im Exil. In: Pandaemonium Germanicum, Hrsg. Rainer Guggenberger und Kathrin Rosenfield, Vol 24, Issue: 44. 2021.
- Trump y la polarización populista. In: Ecuador Debate 112, Abril 2021, S. 89–111.
- „The Populist Twins.“ In: Four Years After. Ethnonationalism, Antisemitism and Racism in Trump’s America, ed. Noam Zadoff, Stefanie Schüler-Springorum, Mirjam Zadoff, Heike Paul. Heidelberg: Universitätsverlag Winter 2020, S. 123–146.
- Populism in Brazil: Getúlio Vargas and Jair Bolsonaro. In: The Comeback of Populism. Transatlantic Perspectives, ed. by H. Paul, U. Prutsch, and J. Gebhardt. Universitätsverlag Winter, Heidelberg 2019, S. 275–291.
- Slave Emancipation in Brazil and Cuba and Its Inter-American Dimension. In: Cultural Mobility and Knowledge Formation in the Americas, ed. by V. Depkat and B. Waldschmidt-Nelson. Universitätsverlag Winter, Heidelberg 2019, S. 73–94.
- Ein neuer Rechtspopulismus in den USA. Das Tea Party Movement und Donald Trump. In: Vierteljahrshefte für Zeitgeschichte, 67. Jg./Heft3/Juli 2019, S. 454–463.
- Labour Policy, Germanness, and Nazi Influence in Brazil. In: Nazism Across Borders. The Social Policies of the Third Reich and their Global Appeal, ed. by S. Kott and K.K. Patel. Oxford University Press, Oxford, London 2018 (The German Historical Institute London), S. 309–334.
- (with Mónika Szente-Varga): Latin American Studies in Austria and in Hungary, 1790s-1945. In: In Search of Other Worlds. Essays towards a Cross-Regional History of Area Studies, ed. by K. Naumann, T. Loschke, St. Marung, and M. Middell. Leipziger Universitätsverlag: Leipzig 2018, S. 215–251.
- Mutter der Armen, Missionarin, Märtyrerin, Heilige. Die vielfältigen Rollen der Evita Perón. In: Heilig. Transkulturelle Verehrungskulte vom Mittelalter bis in die Gegenwart, hg. von K. Jobst und D. Hüchtker. Wallstein, Göttingen 2017, S. 161–187.
- Arbeiterpolitik in Brasilien unter Getúlio Vargas (1930–1945). In: 100 Jahre Arbeitsmarktverwaltung. Österreich im internationalen Vergleich, hg. von M. Krempl und J. Thaler. Vienna University Press, Wien 2017, S. 237–261.
- Cinema, Aspirins and Vultures: A Double Escape from a Global Conflict. In: Migration in Lusophone Cinema, ed. by C. Rêgo and M. Brasileiro. Palgrave Macmillan, New York 2014, S. 167–185.